# العلاقات الآيسلندية البرازيلية
العلاقات الآيسلندية البرازيلية هي العلاقات الثنائية التي تجمع بين آيسلندا والبرازيل.

## مقارنة بين البلدين
هذه مقارنة عامة ومرجعية للدولتين:
| وجه المقارنة                                              | آيسلندا          | البرازيل |
| --------------------------------------------------------- | ---------------- | --- |
| المساحة (كم2)                                             | 103.00 ألف       | 8.52 مليون |
| عدد السكان (نسمة)                                         | 317.35 ألف       | 202.66 مليون |
| الكثافة السكانية (ن./كم²)                                 | 3.08             | 23.79 |
| العاصمة                                                   | ريكيافيك         | برازيليا، ريو دي جانيرو |
| اللغة الرسمية                                             | اللغة الآيسلندية | برتغالية برازيلية، Brazilian Sign Language ‏ |
| العملة                                                    | كرونة آيسلندية   | ريال برازيلي، كروزيرو ريال برازيلي ‏، كروزيرو البرازيلية (1990–1993)، البرازيلي كروزادو نوفو، كروزادو برازيلي، cruzeiro ‏، كروزيرو البرازيلية (1942–1967)، الريال البرازيلي (قديم) |
| الناتج المحلي الإجمالي (بليون دولار)                      | 23.91 مليار      | 2.06 تريليون |
| الناتج المحلي الإجمالي (تعادل القوة الشرائية) بليون دولار | 15.79 مليار      | 3.22 تريليون |
| الناتج المحلي الإجمالي الاسمي للفرد دولار أمريكي          | 50.17 ألف        | 8.54 ألف |
| الناتج المحلي الإجمالي للفرد دولار أمريكي                 | 46.55 ألف        | 15.89 ألف |
| مؤشر التنمية البشرية                                      | 0.899            | 0.754 |
| رمز المكالمات الدولي                                      | +354             | +55 |
| رمز الإنترنت                                              | .is              | .br |
| المنطقة الزمنية                                           | 00، أوروبا/لندن ‏ | |

## مدن متوأمة
في ما يلي قائمة باتفاقيات التوأمة بين مدن آيسلندية وبرازيلية:
- ترتبط أكوريري مع كوريتيبا باتفاقية توأمة منذ 14 أكتوبر 1994.[18]

## منظمات دولية مشتركة
يشترك البلدان في عضوية مجموعة من المنظمات الدولية، منها:
| علم المنظمة | اسم المنظمة                        | تاريخ انضمام آيسلندا | تاريخ انضمام البرازيل |
| ----------- | ---------------------------------- | -------------------- | --------------------- |
|             | الاتحاد البريدي العالمي            | ?                    | ?                     |
|             | يونسكو                             | 8 يونيو 1964         | 4 نوفمبر 1946         |
|             | البنك الدولي للإنشاء والتعمير      | 27 ديسمبر 1945       | 14 يناير 1946         |
|             | منظمة التجارة العالمية             | ?                    | ?                     |
|             | وكالة ضمان الاستثمار متعدد الأطراف | 25 سبتمبر 1998       | 7 يناير 1993          |
|             | نظام تحكم تكنولوجيا القذائف        | 1993                 | 1995                  |
|             | منظمة الشرطة الجنائية الدولية      | ?                    | ?                     |
|             | الاتحاد الدولي للاتصالات           | 1 أكتوبر 1906        | 4 يوليو 1877          |
|             | مؤسسة التمويل الدولية              | 20 يوليو 1956        | 31 ديسمبر 1956        |
|             | الأمم المتحدة                      | 19 نوفمبر 1946       | 24 أكتوبر 1945        |
|             | مجموعة الموردين النوويين           | ?                    | ?                     |
|             | مؤسسة التنمية الدولية              | 19 مايو 1961         | 15 مارس 1963          |
|             | الفريق المعني برصد الأرض           | ?                    | ?                     |
|             | منظمة حظر الأسلحة الكيميائية       | ?                    | ?                     |

## وصلات خارجية
- موقع وزارة الخارجية الآيسلندية
- موقع وزارة الخارجية البرازيلية